# NGC 333B
NGC 333B je (vjerojatno) spiralna galaktika u zviježđu Kitu.
U bliskom susjedstvu je galaktika NGC 333A. Obje je otkrio Tempel, ali je mislio da se radi o jednoj galaktici te joj je dao oznaku NGC 333. Poslije je utvrđeno da se radi o dvjema galaktikama.

## Vanjske poveznice
- (engl.) SEDS: NGC 333
- (engl.) Hartmut Frommert: Revidirani Novi opći katalog
- (engl.) Izvangalaktička baza podataka NASA-e i IPAC-a
- (engl.) Astronomska baza podataka SIMBAD
- (engl.) VizieR
- DSS-ova slika NGC 333
- (engl.) Auke Slotegraaf: NGC 333 Deep Sky Observer's Companion
- (engl.) Courtney Seligman: Objekti Novog općeg kataloga: NGC 300 - 349